# Aspirrhina dubitator
Aspirrhina dubitator är en stekelart som först beskrevs av Walker 1862.  Aspirrhina dubitator ingår i släktet Aspirrhina och familjen bredlårsteklar. Inga underarter finns listade.